# Віктор Гусман
Віктор Гусман (ісп. Víctor Guzmán, нар. 3 лютого 1995, Гвадалахара) — мексиканський футболіст, півзахисник клубу «Пачука».
Виступав, зокрема, за олімпійську збірну Мексики.

## Клубна кар'єра
Вихованець юнацьких команд футбольних клубів «Атлас» та «Гвадалахара».
У дорослому футболі дебютував 2015 року виступами за команду клубу «Пачука», де перший сезон провів на правах оренди, а в наступному вже уклав контракт.

## Виступи за збірні
2015 року залучався до складу молодіжної збірної Мексики. На молодіжному рівні зіграв у 8 офіційних матчах, забив 1 гол.
2016 року захищав кольори олімпійської збірної Мексики. У складі цієї команди провів 1 матч. У складі збірної — учасник футбольного турніру на Олімпійських іграх 2016 року у Ріо-де-Жанейро.

## Досягнення

### Клубні
«Пачука»
- Прімера Дивізіон: Клаусура 2016
- Ліга чемпіонів КОНКАКАФ: 2017

### Збірні
Мексика
- Чемпіон КОНКАКАФ (U-20): 2015